# Fangoterapia

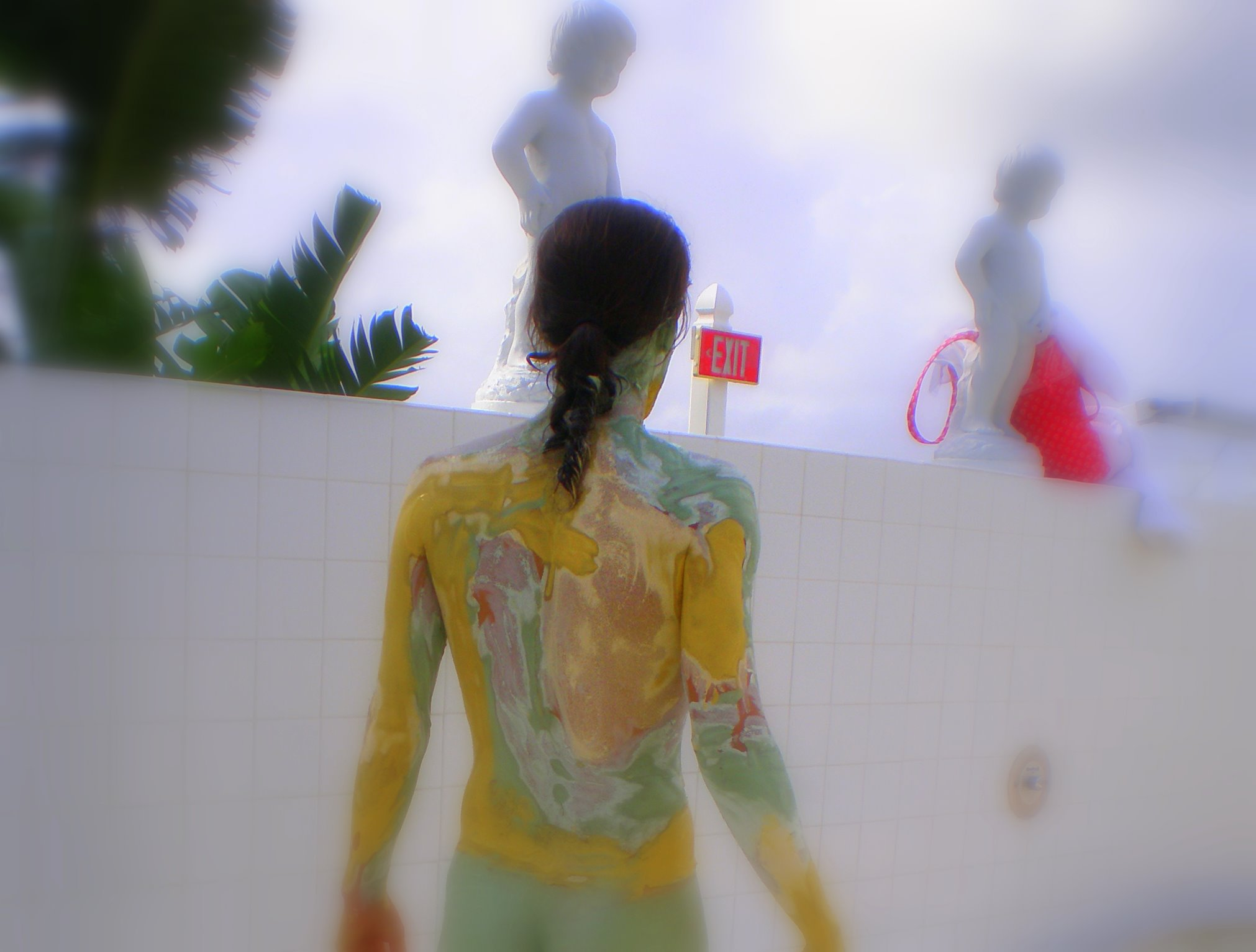
Fangoterapia a Miami.

La fangoterapia è una terapia termale che viene effettuata impiegando fango termale rimasto in infusione in speciali contenitori per circa 50-60 giorni.

## Modalità di applicazione
Il fango maturo è alla base della fangoterapia che si compone di quattro passaggi:
- l'applicazione del fango,
- il bagno in acqua termale,
- la reazione sudorale,
- il massaggio tonificante.

Il fango viene applicato direttamente sulla pelle ad una temperatura tra i 37 °C e i 38 °C per un periodo che varia dai 15 ai 20 minuti. Al termine dell'applicazione il paziente, dopo essere stato sottoposto ad una doccia calda, si immerge nel bagno termale alla temperatura di 37-38 °C per circa 8 minuti. Infine viene asciugato con panni caldi.

## Indicazioni
La fangoterapia è efficace nelle forme infiammatorie croniche dell'apparato locomotore quali artrosi articolari, tendiniti, dolori e infiammazioni muscolari.